# Clubiona littoralis
Clubiona littoralis este o specie de păianjeni din genul Clubiona, familia Clubionidae, descrisă de Banks, 1895. Conform Catalogue of Life specia Clubiona littoralis nu are subspecii cunoscute.